# بوب ميتشيل
بوب ميتشيل هو سياسي كندي، ولد في 29 نوفمبر 1936 في كندا، وتوفي في 18 نوفمبر 2016 بريجاينا في كندا. حزبياً، نشط في Saskatchewan New Democratic Party ‏. وقد انتخب عضو المجلس التشريعي من ساسكاتشوان.